# Monte Kemul
Monte Kemul (en indonesio: Gunung Kemul; también escrito como Kemoel, Kemal, Kongkemul, Hong Kemul) es una montaña en la provincia de Borneo Oriental en la isla de Borneo, parte del país asiático de Indonesia. Es el tipo de localidad donde se suela hallar las especies de plantas Nepenthes fusca y Nepenthes mollis.